# Bashkim Fino
Bashkim Fino (n. 12 octombrie 1962, Gjirokastra, Regiunea Gjirokastër, Albania – d. 29 martie 2021, Tirana, Albania) a fost un economist și politician albanez, membru al Partidului Socialist. A îndeplinit funcția de prim-ministru al Albaniei în 1997.